# 모 의공
모 의공(毛 懿公, ? ~ 기원전 999년?)은 중국 춘추 시대 모나라의 군주로, 휘는 알려지지 않았다.

## 생애
서주 강왕 12년 가을에 죽었다.
의공은 모나라의 군주 중 유일하게 시호가 전해지는 인물이다. 다만 의공의 존재는 《금본죽서기년》에서 확인되는데, 《금본죽서기년》 자체가 위작으로 여겨지기 때문에 의공의 존재 또한 논란이 된다.

## 출전
- 저자 미상, 《금본죽서기년》 강왕 12년

| 전임 (사실상) 모숙 정 | 모나라 백작 ? ~ 기원전 999년? | 후임 (사실상) 여 |